# Hortobágyi palacsinta
A hortobágyi palacsinta, vagy hortobágyi húsos palacsinta egy magyar ételspecialitás, darált pörkölttel töltött sós palacsinta, a pörkölt szaftjából és tejfölből készült mártással. Étlapokon általában előételként szerepel, de laktató mivolta miatt főételként is fogyasztható.

## Eredete
Az étel neve ellenére valójában nem a Hortobágyról származik, az 1958-as brüsszeli világkiállításra találta ki egy magyar szakács, nevét egyszerű marketingfogásként kapta a kifejezetten a kiállításra kreált, összevágott borjúpörkölttel készített étek. Egyedi íze, könnyű elkészítése miatt hamar népszerű étellé vált. Egy hasonló receptet már az 1930-as években is publikáltak.

## Készítése
Az étel két alapösszetevője a palacsinta és a pörkölt. A szokottnál lehetőleg kissé vastagabb, enyhén megsütött palacsintát szaft nélküli, borjú lapockával vagy combbal töltik. A tölteléket ízlés szerint gyengébben, vagy erősebben fűszerezhetik. Fokhagyma, pirospaprika, sűrített paradicsom, bors, köménymag. Alapvetően bármilyen pörköltből elkészíthető, legtöbbre a borjúpörköltből készítettet tartják.
A darált hússal töltött palacsintát az édes palacsintákkal ellentétben a legtöbbször nem göngyölik, hanem táskaszerűen négyrét hajtják, pörköltszaftból és tejfölből készített habart mártással leöntik, majd lehetőleg sütőben felforrósítják. Tálalás előtt kevés tejföllel, pörköltszafttal és petrezselyemmel díszíthető, akár reszelt sajt is szórható rá. Egy adag általában két palacsintából áll.
Gyakorta maradék pörkölt felhasználása végett készítik, ami önmagában elfogadható, de amennyiben pörkölt helyett különféle maradékok összedarálásával és utólagos fűszerezésével készül, az már nem tekinthető korrekt gasztronómiai eljárásnak.